# Casa de Pineta
La Casa de Pineta és un edifici catalogat com a patrimoni situat a la vall de Pineta dins del terme municipal de Bielsa. Va ser creat com a sanatori antituberculós el 20 de juny de 1931 a partir d'un projecte aquitectònic de Joaquim Porqueras.
La construcció de l'edifici va ser iniciativa de l'empresa Sanatorios del Pirineo Aragonés SA, fundada pel metge tisiòleg Isaac Nogueras, nascut a la comarca del Sobrarb, que també va fundar el sanatori de Boltanya.
Durant la Guerra Civil espanyola va servir com a quarter de la 43a Divisió de l'Exèrcit Popular de la República i va ser bombardejat i destruït el 1938. El 1948 va ser adquirit per la Mútua L'Aliança però no va arribar a reformar-lo.
El 1964 el va comprar l'Escola Pia de Catalunya i el va convertir en una casa de colònies que encara avui està activa i també funciona com a alberg. Inicialment es va anomenar Casa Jordi Turull en homenatge a l'escolapi que havia mort el 1963 en un accident de muntanya pujant al Mont Perdut si bé després va canviar de nom fins a tenir l'actual.